# Saarilampi (sjö i Kontiolax, Norra Karelen)
Saarilampi är en sjö i kommunen Kontiolax i landskapet Norra Karelen i Finland. Sjön ligger 152,9 meter över havet. Den är 6,5 meter djup. Arean är 50 hektar och strandlinjen är 4,38 kilometer lång. Sjön  ingår i Jänisjokis huvudavrinningsområde.   Den ligger omkring 22 kilometer öster om Joensuu och omkring 390 kilometer nordöst om Helsingfors. 
I sjön finns öarna Ilosaari, Kalasaari och Leppäluoto. 